# Бежански заем
 Тази статия е за заема, отпуснат на България.  За заема, отпуснат на Гърция, вижте Бежански заем (Гърция).  
Бежанският заем е външен заем, взет от правителството на Царство България, чиято основна цел е да подпомогне над 250 000 българи, преселили се на територията на страната след Първата световна война. Договорът за заема е сключен на 22 декември 1926 след продължителни преговори с посредничеството и при гаранцията на Обществото на народите (ОН).

## Предистория

### Политически контекст
Отпускането на Бежанския заем е резултат на сложна международна политическа комбинация и може да бъде разглеждано като успех на британско-американската политика. В годините след Първата световна война Франция се застъпва за твърда политика спрямо изплащането на репарациите от победените страни, докато във Великобритания преобладава мнението, че в общ интерес е тяхната икономика да бъде стабилизирана.
Предвижданата стабилизация трябва да се реализира чрез намаление на репарациите и външно кредитиране срещу залог на митническите приходи и контрол върху финансовата политика на съответната страна. В Германия това е осъществено чрез Плана Дауес, а в по-малките и икономически изостанали страни стабилизацията е извършена с участието на Обществото на народите (ОН). Най-активна роля в този процес играят Банк ъф Ингланд, председателят на Финансовия комитет на ОН Ото Нимайер и председателят на финансово-икономическата секция на Секретариата на ОН Артър Солтър.
Бежанският заем, отпуснат на България, до голяма степен възпроизвежда модела на подобни заеми за Австрия (1922) и Унгария (1924). По отношение на конкретната си цел, облекчаването на положението на бежанците, той е сходен и със заема, отпуснат със съдействието на ОН през 1924 година на Гърция за подпомагане на бежанците от Гръцко-турската война.

### Планът на Анжело Куюмджийски
За пръв път идеята за външен заем, който да бъде използван за преструктуриране на предвоенните и репарационните дългове на България и за стабилизиране на златните резерви на Българска народна банка (БНБ), е лансирана от финансиста Анжело Куюмджийски в началото 1925 година. Неговият план предвижда вземане на заем от американски банки, с който да бъде изплатен транш А от репарациите, като по този начин България се освободи от финансовите гаранции, предвиждани от Ньойския договор. Той печели подкрепата на видни политици, като Андрей Ляпчев, Христо Калфов и Иван Вълков, както и на британския представител в Междусъюзническата контролна комисия.
Още в началото на 1925 година възможността за осъществяване на такъв заем е проучена от председателя на БНБ Коста Бояджиев и политика Йосиф Фаденхехт, които предприемат с тази цел обиколка в Западна Европа. Франция твърдо се противопоставя на плана, който силно би намалил нейната традиционна позиция на основен кредитор на България – чрез премахването на клаузите на Ньойския договор и чрез изплащането на предвоенните дългове, основната част от които са собственост на френски инвеститори, свързани с френската банка Париба. Великобритания също се опитва да забави отпускането на заем, тъй като смята конюнктурата през 1925 година за неподходяща. И двете страни изразяват опасения от авторитарността на режима на Александър Цанков и разглеждат отпускането на евентуален заем като средство за постигане на известна политическа либерализация в България.

### Развитие на преговорите през 1926 година
През пролетта на 1926 година идеята за голям консолидационен заем, който да замени всички стари задължения на България е окончателно изоставена. По това време на преден план излиза възможността за по-малък стабилизационен заем, който е политически оправдан с разрешаването на хуманитарния проблем с бежанците. Активна роля в процеса поема Обществото на народите, което изпраща свои експертни мисии в България, за да направят оценка на икономическото ѝ състояние. По този начин то се превръща в арбитър между противоположните мнения на различните заинтересовани страни.
На 10 юни, по препоръка на своя Финансов комитет, Съветът на ОН одобрява проект за настаняване на български бежанци с помощта на международен заем. Какъв залог ще бъде предоставен от България е решено след преговори със страните, на които страната дължи репарации съгласно Ньойския договор. През юли, след българска дипломатическа офанзива в Париж и Рим, Междусъюзническата комисия позволява използването на някои акцизи за целта. На 8 септември външният министър Атанас Буров и финансовият Владимир Моллов подписват в Женева протокол за сключване на бежански заем под гаранцията на ОН. Документът урежда величината на заема, условията и контрола върху прилагането му. Народното събрание го ратифицира с почти пълно единодушие в края на същия месец. В началото на декември са сключени договорите между България и банките, които участват в отпускането на заема.

## Условия
Бежанският заем е отпуснат от група британски, италиански, швейцарски, холандски и американски банки. Водещ посредник при емитирането на заема е британската банка Шрьодерс. Той е с номинална стойност 2 400 000 британски лири и 4 500 000 американски долара и емисионен курс 92% при лихва от 7%. За да гарантира погасяването на заема, правителството на Андрей Ляпчев залага част от приходите в държавния бюджет: акциза върху спирта, солта, содата, лимонадата и др.
Във връзка с отпускането на Бежанския заем България сключва и допълнителни споразумения с довоенните си кредитори, като изплаща просрочения си дълг към Париба от времето на Балканската война. В договора за заема е изрично вписано, че при опасност за стабилността на лева, плащанията по репарациите могат да бъдат преустановени. От друга страна Финансовият комитет на Обществото на народите налага строг контрол върху финансовата политика на страната, като към Българска народна банка са прикрепени негови постоянни представители.

## Оползотворяване на заема
Срещу заема правителството се задължава да предостави 132 000 ха земя за настаняване на бежанците. За реализиране на тази цел е създадена Главна дирекция за настаняване на бежанците, пряко подчинена на министър-председателя. До закриването си през 1931 година тя работи в тясно сътрудничество със специален представител на ОН, който контролира изразходването на предвидените средства.
Дотогава над 30 000 бежански семейства (около 200 000 души) са настанени и стопански устроени на 1 милион дка земя. Повече от 1,6 милиарда лева от Бежанския заем са вложени в изграждане на 10 000 нови жилища (т.н. Шаронски къщи), раздаване на семена, добитък и земеделски инвентар, увеличаване на обработваемите площи чрез изкореняване на гори и пресушаване на блата. Голяма част от средствата (около 350 милиона лева) отиват за строежа на железопътната линия Раковски–Хасково–Мастанли, поправка и разширение на пътната мрежа и водоснабдяване.

## Политическо значение
Бежанският заем има немаловажни политически последствия, най-вече за международното положение на България. Това е първият външен заем, сключен от България след края на Първата световна война, а самото му отпускане представлява пробив в клаузите на Ньойския договор, даващ на Репарационната комисия изключителни права върху всички ресурси на българската държава. Друго предимство на заема е, че страната излиза от силната си зависимост от френските кредитори, като прехвърля част от задълженията си към британски и американски банки.